# Jevreni
Jevreni es una comuna y pueblo de la República de Moldavia ubicada en el distrito de Criuleni.
En 2004 la comuna tiene una población de 1388 habitantes, la casi totalidad de los cuales son étnicamente moldavos-rumanos.
Se conoce su existencia desde 1436. En 1797 se construyó su iglesia, que fue destruida en el período soviético y reconstruida a partir de 1989.
Se ubica unos 10 km al noreste de Criuleni, en el límite con el distrito de Dubăsari.